# Macrophiothrix demessa
Macrophiothrix demessa är en ormstjärneart som först beskrevs av George Richard Lyman 1861.  Macrophiothrix demessa ingår i släktet Macrophiothrix och familjen Ophiothrichidae. Inga underarter finns listade i Catalogue of Life.